# Турбонаддув

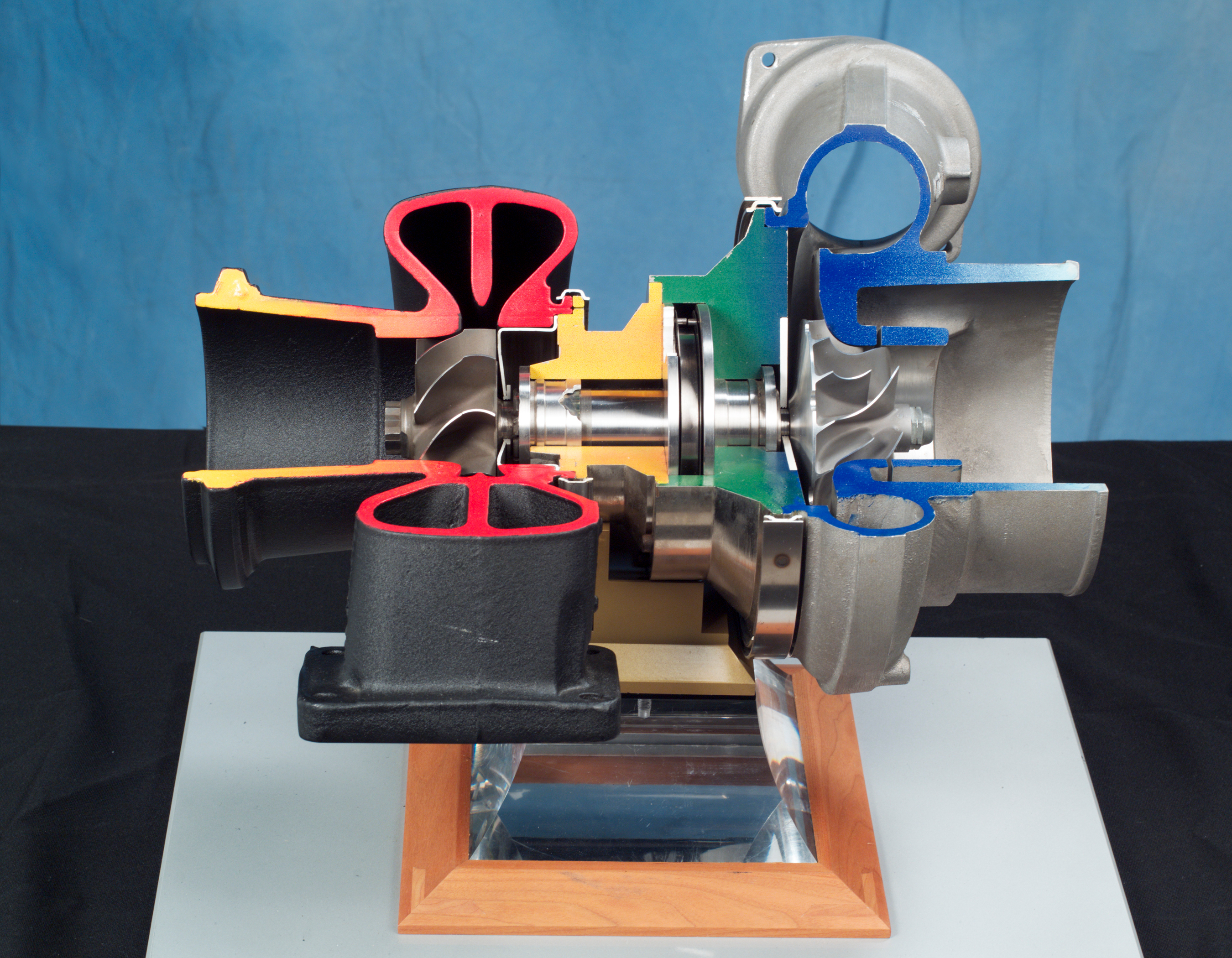
Слева — газовая турбина, справа — центробежный компрессор

Турбонаддув — один из методов агрегатного наддува, основанный на использовании энергии отработавших газов. Основной элемент системы — турбина, в которой выхлопные газы адиабатно совершают термодинамическую работу для совершения работы над воздухом с целью адиабатного повышения давления. Таким образом, если пренебречь потерями на механическое трение, получается, что разность внутренней энергии выхлопных газов до и после турбины равна разности внутренней энергии воздуха после и до центробежного компрессора. При адиабатическом сжатии воздуха в центробежном компрессоре также повышается и его температура, из-за чего без промежуточного охлаждения (если воздух считать идеальным газом, что в большинстве инженерных расчётов приемлемо) будет затрачиваться больше работы на такте сжатия в двигателе. В сочетании с интеркулером, турбонаддув существенно повышает термический КПД двигателя, и его удельную мощность, за счёт использования внутренней энергии выхлопных газов. Для дизельных двигателей грузовых автомобилей, тяжёлой техники (бульдозеры, экскаваторы, артиллерийские тягачи, бронетехника, тракторы большой мощности, уборочные комбайны), судов и тепловозов, турбонаддув используется практически всегда.

## История изобретения
Принцип турбонаддува был запатентован Альфредом Бюхи в 1911 году в патентном ведомстве США.
История развития турбокомпрессоров началась примерно в то же время, что и постройка первых образцов двигателей внутреннего сгорания. В 1885—1896 г. Готлиб Даймлер и Рудольф Дизель проводили исследования в области повышения вырабатываемой мощности и снижения потребления топлива путём сжатия воздуха, нагнетаемого в камеру сгорания. В 1905 г. швейцарский инженер Альфред Бюхи впервые успешно осуществил нагнетание при помощи выхлопных газов, получив при этом увеличение мощности до 120 %. Это событие положило начало постепенному развитию и внедрению в жизнь турботехнологий.
Сфера использования первых турбокомпрессоров ограничивалась чрезвычайно крупными двигателями, в частности, корабельными. В авиации с некоторым успехом турбокомпрессоры использовались на истребителях с двигателями Рено ещё во время Первой Мировой войны. Ко второй половине 1930-х развитие технологий позволило создавать действительно удачные авиационные турбонагнетатели, которые у значительно форсированных двигателей использовались в основном для повышения высотности. Наибольших успехов в этом достигли американцы, установив турбонагнетатели на истребители P-38 и бомбардировщики B-17 в 1938 году. В 1941 году США был создан истребитель P-47 с турбонагнетателем, обеспечившим ему выдающиеся летные характеристики на больших высотах.
В автомобильной сфере первыми начали использовать турбокомпрессоры производители грузовых машин. В 1938 г. на заводе «Swiss Machine Works Sauer» был построен первый турбодвигатель для грузового автомобиля. Первыми массовыми легковыми автомобилями, оснащенными турбинами, были Chevrolet Corvair Monza и Oldsmobile Jetfire, вышедшие на американский рынок в 1962—1963 гг. Несмотря на очевидные технические преимущества, низкий уровень надежности привел к быстрому исчезновению этих моделей.
Начало использования турбодвигателей на спортивных автомобилях, в частности, в Формуле-1 в 70-х годах, привело к значительному увеличению популярности турбокомпрессоров. Приставка «турбо» стала входить в моду. В то время почти все производители автомобилей предлагали как минимум одну модель с бензиновым турбодвигателем. Однако по прошествии нескольких лет мода на турбодвигатели начала проходить, так как выяснилось, что турбокомпрессор, хотя и позволяет увеличить мощность бензинового двигателя, сильно увеличивает расход топлива. На первых порах задержка в реакции турбокомпрессора была достаточно большой, что также являлось серьёзным аргументом против установки турбины на бензиновый двигатель.
Коренной перелом в развитии турбокомпрессоров произошёл с установкой в 1973 г. турбокомпрессора на серийный автомобиль BMW 2002 turbo, в 1974 г. — на Porsche 911 turbo, а затем в 1978 г. — с выпуском Mercedes-Benz 300 SD, первого легкового автомобиля, оснащенного дизельным турбодвигателем. В 1981 г. за Mercedes-Benz 300 SD последовал VW Turbodiesel, сохранив при этом значительно более низкий уровень расхода топлива. Вообще, дизельные двигатели имеют повышенную степень сжатия и, вследствие адиабатного расширения на рабочем ходу, их выхлопные газы имеют более низкую температуру. Это снижает требования к жаропрочности турбины и позволяет делать более дешёвые или более изощрённые конструкции. Именно поэтому турбины на дизельных двигателях встречаются гораздо чаще, чем на бензиновых, а большая часть новинок (например, турбины с изменяемой геометрией) сначала появляется именно на дизельных двигателях.

## Принцип работы
Принцип работы основан на использовании энергии отработавших газов. Поток выхлопных газов попадает на крыльчатку турбины (закреплённой на валу), тем самым раскручивая её и находящиеся на одном валу с нею лопасти компрессора, нагнетающего воздух в цилиндры двигателя.
Так как при использовании наддува воздух в цилиндры подаётся принудительно (под давлением), а не только за счёт разрежения, создаваемого поршнем (это разрежение способно взять только определённое количество смеси воздуха с топливом), то в двигатель попадает большее количество смеси воздуха с топливом. Как следствие, при сгорании увеличивается объём сгораемого топлива с воздухом, образовавшийся газ находится под большим давлением и соответственно возникает большая сила, давящая на поршень.[стиль]
Как правило, у турбодвигателей меньше удельный эффективный расход топлива (грамм на киловатт-час, г/(кВт·ч)) и выше литровая мощность (мощность, снимаемая с единицы объёма двигателя — кВт/л), что даёт возможность увеличить мощность небольшого мотора без увеличения оборотов двигателя.
Вследствие увеличения массы воздуха, сжимаемой в цилиндрах, температура в конце такта сжатия заметно увеличивается и возникает вероятность детонации, и, заодно, будет затрачиваться больше работы на совершение сжатия поршнем. Поэтому конструкцией турбодвигателей предусмотрена пониженная степень сжатия, применяются высокооктановые марки топлива, предусмотрен промежуточный охладитель наддувочного воздуха (интеркулер), представляющий собой воздухо-воздушный радиатор для охлаждения воздуха. Уменьшение температуры воздуха требуется также и для того, чтобы плотность его не снижалась вследствие нагрева от сжатия после турбины, иначе эффективность всей системы значительно упадёт.[стиль]
Турбонаддув особенно эффективен в дизельных двигателях тяжёлых грузовых автомобилей. Он повышает мощность и крутящий момент при незначительном увеличении расхода топлива.
Находит применение турбонаддув с изменяемой геометрией лопаток турбины в зависимости от режима работы двигателя.
Наиболее мощные (по отношению к мощности двигателя) турбокомпрессоры применяются на тепловозных двигателях. Например, на дизеле Д49 мощностью 4000 л.с. установлен турбокомпрессор мощностью 1100 л.с.
Наибольшей (по абсолютной величине) мощностью обладают турбокомпрессоры судовых двигателей, которая достигает нескольких десятков тысяч киловатт (двигатели MAN B&W).

## Состав системы
Кроме турбокомпрессора и интеркулера в систему входят: регулировочный клапан (англ. wastegate — для поддержания заданного давления в системе и сброса давления в приёмную трубу), перепускной клапан (англ. bypass valve — для отвода наддувочного воздуха обратно во впускные патрубки перед турбиной в случае закрытия дроссельной заслонки) и/или «стравливающий» клапан (англ. blow-off valve — для сброса наддувочного воздуха в атмосферу с характерным звуком, в случае закрытия дроссельной заслонки, при условии отсутствия датчика массового расхода воздуха), выпускной коллектор, совместимый с турбокомпрессором, или кастомный даунпайп (англ. custom downpipe), а также герметичные патрубки: воздушные для подачи воздуха во впуск, масляные для охлаждения и смазки турбокомпрессора.

## Задержка турбокомпрессора
Задержка турбокомпрессора («турбояма» или «турболаг») — это время, необходимое для изменения выходной мощности после изменения состояния дроссельной заслонки, проявляющееся в виде замедленной реакции на открытие дроссельной заслонки по сравнению с поведением атмосферного двигателя или двигателя с приводным нагнетателем. Это связано с тем, что выхлопной системе и турбонагнетателю требуется время для раскрутки, чтобы обеспечить требуемый поток нагнетаемого воздуха — ротор турбонагнетателя обладает определенным моментом инерции. Инерция, трение и нагрузка на компрессор являются основными причинами задержки турбокомпрессора.

## Конфигурации турбирования
На сегодняшний день турбомоторы могут иметь 2 или даже 4 турбонаддува. По этой причине их конфигурации могут быть в разном порядке и сами турбонаддувы могут различаться между собой.
| Конфигурация     | Количество | Описание |
| ---------------- | ---------- | --- |
| Одиночный наддув | 1          | Самый распространённый[где?] на сегодняшний день[когда?] тип турбирования, имеет простую, но эффективную конструкцию. |
| Битурбо          | 2          | Между двумя турбонаддувами-близнецами чаще всего распределяются блоки цилиндров, например на V-образных моторах, каждый турбонаддув обдувает свой блок цилиндров через свои воздуховоды, не всегда связанные между собой. Плюсом такой конфигурации является очень сильное турбирование и некоторая простота по сравнению с битурбо. Минусом является тот факт, что поломка одного из турбонаддувов в случае несвязанных между собой воздуховодов вызовет неравномерную работу цилиндров левого и правого блока со всеми вытекающими последствиями[какими?]. |
| Твинтурбо        | 2          | Два не всегда равных по давлению и другим параметрам турбонаддува, установленные последовательно в одном воздуховоде, обдувают все цилиндры, при этом один из турбонаддувов может быть основным, а второй — вспомогательным. Плюсом является то, что в случае поломки одного турбонаддува, второй может продолжить работу, и все цилиндры, хоть и в меньшей степени, но будут обдуваться. Недостатком является сложность ремонта и конструкции. |
| Квадтурбо        | 4          | Такое турбирование актуально только для очень мощных бензомоторов спорткаров, с количеством цилиндров, кратным числу 4 (4, 8, 12 или 16 цилиндров). Встречается крайне редко, такого типа турбирование используют только очень дорогие автомобили, как например Bugatti Chiron (1500 л.с.) и более новые модели этой марки, Hennessy Performance Venom F5 (1700 л.с.), SSC Tuatara (2500 л.с.) и Devel Sixteen (5007 л.с.). |
| Твинбитурбо      | 4          | По сути представляет собой две одинаковых схемы битурбо с распределением на свои блоки цилиндров. На сегодня нет ни одной заводской машины с такой конфигурацией, но такую конструкцию иногда используют в процессе тюнинга. |